# الجنينة (البصرة)
الجنينة منطقة تقع في قلب مدينة البصرة في العراق بالقرب من شط العرب وهي إحدى المناطق الشعبية الجميلة التي يسكنها أبناء البصرة.وتعني الجنينة وهي تصغير لكلمه جنه..وفيها سوق الجنينة والكثير من المدارس والمعاهد ومنها معهد الفنون الجميلة.يوجد فيها جامع من أهم جوامع المدينة.وهو جامع الكرناوي الذي أسس في سنه 1964 علي يد عبد الرزاق الكرناوي. كذلك سمي الشارع المحايد له باسم شارع الكرناوي. ويحيط بحي الجنينة أحياء كثيرة منها حي الأندلس وحي الجمهورية وحي الضباط. ومن شوارعها المهمة شارع البهو الذي يصل بين منطقتي الجنينة والجبيلة ويضم العديد من المحال التجارية التي تقدم مختلف خدماتها حتى ساعات متأخرة من الليل. وتقع جنينة بالقرب من البصرة تايمز سكوير وهي إحدى المناطق الشعبية الجميلة التي يسكنها أبناء البصرة. يسكنها العديد من أبناء الطائفة الأرمنية، وكانو يشكلون الأغلبية فيها. ومن أشهر الشخصيات العراقية التي كانت تسكن الجنينة هي الفنانة الأرمنية سيتا هاكوبيان. والجنينة هي تصغير كلمة «جنة».

## أهميتها
تكمن أهمية المنطقة بموقعها المتميز حيث يقع فيها سوق الجنينة من أهم أسواق البصرة وثانوية المتميزات ومدرسة المحاربين من أقدم مدارس البصرة حيث تاسست عام 1951 ويقع أيضا فيها شارع الكرناوي الذي يضم جامع الكرناوي وهو من اقدم جوامع البصرة واهمها بالإضافة إلى مدارس شط العرب الاهلية الخاصة التي تخرج منها نخبة من الاوائل والمتميزين على جمهورية العراق ومدارس النخيل الاهلية وقربها من أكبر المجمعات التسوقية والترفيهية في العراق بصرة تايمز سكوير وشارع البهو الذي يربطها بمنطقة الجبيلة التجارية.
يسكنها العديد من أبناء الطائفة الأرمنية وكانو يشكلون الأغلبية فيها. ومن أشهر الشخصيات العراقية التي كانت تسكن الجنينة هي الفنانة الأرمنية سيتا هاكوبيان.
يحيط بحي الجنينة أحياء كثيرة منها حي الأندلس وحي الجمهورية وحي الضباط. 
وفيهاشوارعها المهمة شارع البهو بين منطقتي الجنينة والجبيلة.
تتكون الجبيلة من عدة مناطق:
1. الجبيلة أو الرباط الكبير: تقع فيها مقبرتان الأولى لموتى البريطانيين والثانية لموتى الهنود وفيها قرى كثيرة وأسماء متعددة تبتدئ من شمال نهر الرباط حتى منطقة المعقل وكانت هذه الأراضي في العهد العثماني منقطعة من المارة كغيرها من قرى البصرة لفقدان الأمن والطرق وعدم وجود الجسور وعند الاحتلال البريطاني اتخيذت جميع هذه المنطقة وخصوصا جهتها الغربية معسكراكبيرا للحملة البريطانية لغزو العراق قديما.
2. الحكيمية.
3. الصوفية.
4. المفتية.
5. الخربطلية.
6. جبيلة الرياحي.

((موسوعة تاريخ البصرة)) لمؤلفه الشيخ عبد القادر باشا اعيان العباسي 